# اراکونام
اراکونام (به انگلیسی: Arakkonam) یک منطقهٔ مسکونی در هند است که در بخش ولور واقع شده‌است. اراکونام ۹٫۰۶ کیلومتر مربع مساحت دارد.